# Santo Entierro (Caravaggio)
El Santo Entierro pintado por Caravaggio, conocido también con otros títulos como Entierro de Cristo, Preparación de Cristo muerto sobre la piedra de unción, Deposición de la cruz o Descendimiento de la cruz (en italiano conocido como Deposizione) es una de las obras maestras del citado pintor italiano. Está realizada al óleo sobre lienzo y tiene unas dimensiones de 300 centímetros de alto por 203 de ancho. Fue pintada hacia 1602-1604, aunque otros hablan de h. 1600-1604 y se conserva en la Pinacoteca Vaticana de la Ciudad del Vaticano.

## Historia
Originalmente se ubicó en el altar dedicado a la Piedad de Santa Maria de Vallicella o Chiesa Nuova, una iglesia construida para los oratorianos de san Felipe Neri, y adyacente a los edificios de la orden. Actualmente en la capilla hay una copia de la pintura.
Caravaggio sentía gran admiración por Miguel Ángel, por lo que su obra se ve fuertemente influenciada por este gran maestro renancentista.  Miguel Ángel Merisi apreciaba mucho al homónimo Buonarroti, y en este trabajo hay algunas citas que recuerdan el estilo del famoso escultor florentino. En este sentido, debemos observar nuevamente el brazo colgante de Cristo: esto recuerda mucho al de Cristo en la Piedad  de Miguel Ángel.
La pintura fue un encargo por Alessandro Vittrice o Girolamo Vittrice, exponente de la familia Vittrice, que fue notablemente influyente en el mundo clerical; Jerome hizo este gran lienzo con el tema de la deposición en 1601, y se acabó dos años más tarde.
Tan pronto como el artista completó su obra maestra, este último permaneció dentro de la iglesia hasta 1797: en ese año se firmó el Tratado de Tolentino, que permitió la transferencia de la obra de Deposición de Caravaggio (junto con muchos otros importantes) en París, por las innumerables  deportaciones de Napoleón Bonaparte.
Cuando Napoleón perdió todo su prestigio tras las derrotas en la guerra, muchas de las pinturas "incautadas" fueron devueltas a sus ubicaciones originales: así, la deposición de Caravaggio fue transportada a la Pinacoteca di Pio VII, un importante punto de apoyo de la colección de la Pinacoteca Vaticana actual.
Aunque hay mucho en esta representación que resulta revolucionario para la época de Caravaggio, no queda claro que la reconstrucción altamente naturalística de un acontecimiento evangélico en esta pintura resultara antitética para los vívidamente fieles oratorianos, quienes buscaban experiencias de resurrección a través de la oración. Este cuadro fue una de las poquísimas obras producidas por Caravaggio que logró un consenso unánime, suscitando la admiración incluso de críticos contemporáneos de Caravaggio y su estilo, como Baglione y Bellori. De entre todos sus cuadros, este es sin duda el más monumental.
Pocos años después, fue copiado por Rubens; esta copia se conserva en Ottawa (Galería Nacional de Canadá).
En el verano de 2011, el Museo del Prado expuso el original de Caravaggio, gracias a un excepcional acuerdo de préstamo con los Museos Vaticanos.

## Análisis

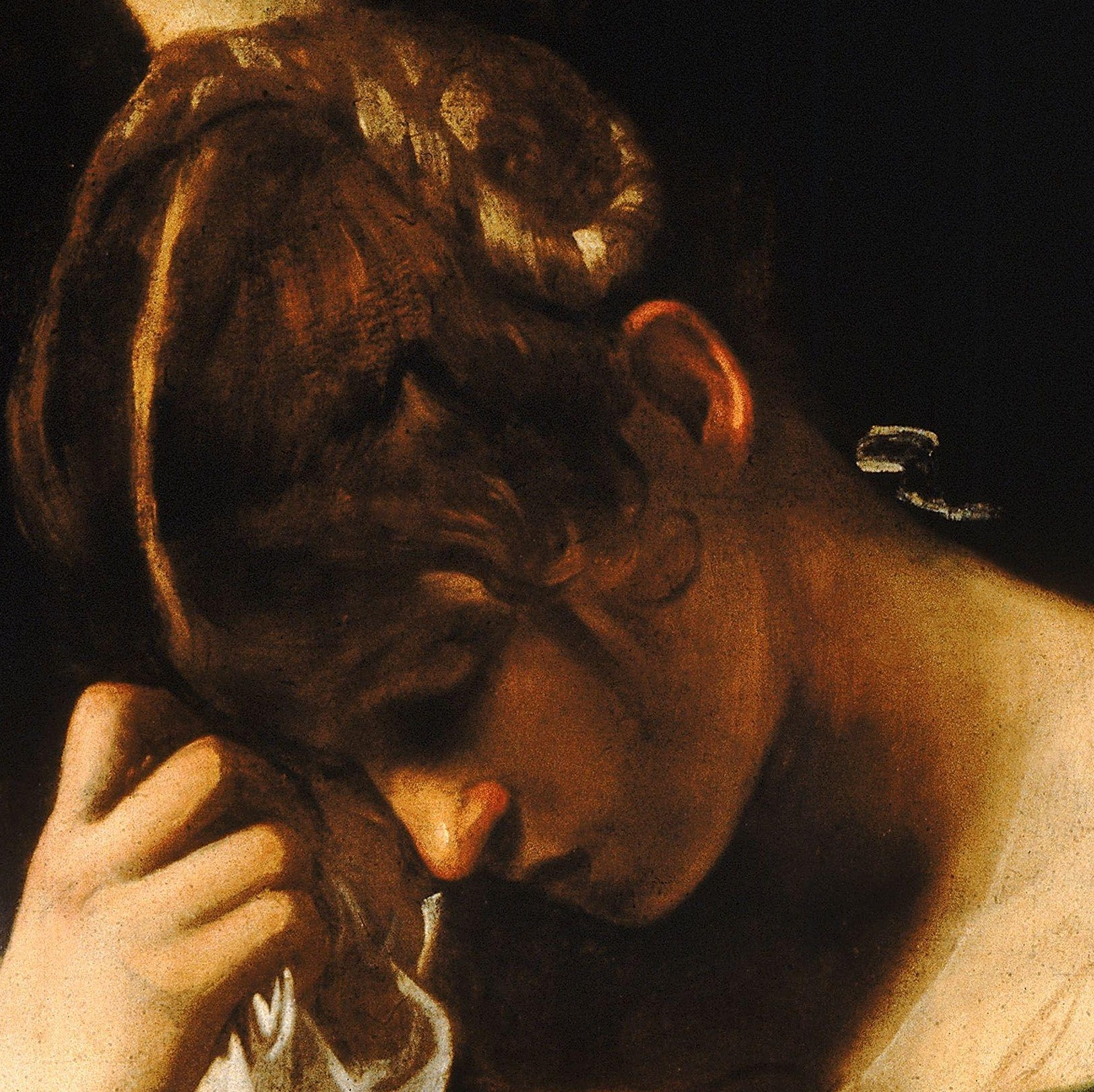
Detalle del santo entierro de Caravaggio.

El eje de las figuras dentro de la composición es en diagonal ascendente, compactando los personajes dejando la parte superior izquierda totalmente libre. Es una obra afectada, dramática y teatral por la expresión de sus personajes y la luz empleada por el autor para enfatizar y dirigir la atención del observador. San Juan y Nicodemo sostienen con esfuerzo el cuerpo de Cristo muerto. El Evangelista por la parte superior y el segundo por las rodillas. Nicodemo tiene girada la cabeza y observa con sus ojos al espectador consiguiendo así hacer partícipe de la escena al visitante que lo contempla. El Cristo muerto concentra toda la luz del cuadro, ya que es el protagonista del mismo. Un cristo que se asemeja al de la Piedad de Miguel Ángel, por su tamaño desproporcionado y la tensión muscular claramente manifiesta en tórax y glúteo que no corresponde a un cadáver.  La expresión del Cristo es totalmente serena, siendo algo extraño ya que acaba de ser bajado de la cruz, además se puede ver la carencia de arañazos en su piel y los estigmas de pies y manos están limpios, teniendo que observar con atención el cuerpo para verlas.
Mientras, detrás, se encuentran la Virgen María  en posición de misericordia (brazos en cruz), abrazando toda la escena. Lleva un manto azul característico de su condición y es la primera vez que es representada con un rostro avejentado, en plena concordancia con la edad que tendría a la muerte de su hijo. No como es habitual que es representada con una idealización y perfección incierta. Es en este periodo pictórico es el único donde la Virgen es representada de esta manera, ya que desde que pasó este periodo la Virgen siguió y sigue siendo representada con esa idealización.  A la derecha de la Madre de Cristo está María Magdalena con la vista baja observando la escena. Una de las manos la tiene apoyada en la cabeza con un pañuelo para recoger la lágrimas por la desolación de la escena. Por último se encuentra María de Cleofás, rompiendo toda la escena, ya que en el resto de personajes se puede observan una contención de la expresión y sentimientos mientras ella alza sus manos y mirada al cielo que es donde va a ir el Cristo Muerto que ahora está a sus pies.
Esta pintura barroca – con una cascada diagonal de plañideros y portadores del cuerpo de Cristo, y la piedra desnuda – no es un momento de transfiguración, sino de duelo. Conforme el ojo del espectador desciende de la penumbra hay, también, un descenso desde la lamentación dramática de María de Cleofás hacia una emoción contenida de la Virgen y hasta la muerte como el silencio emocional definitivo. Caravaggio presenta personajes abatidos, agachados, acuclillados, tumbados o al menos cabizbajos, alejándose así de los modelos estatuarios del Alto Renacimiento.
A diferencia del Jesús posterior a la crucifixión sangriento en las mórbidas representaciones de la pintura española de la época, los Cristos italianos mueren por lo general sin sangre, y se desploman en una manifestación geométricamente desafiante. Como si se quisiera enfatizar la incapacidad del Cristo muerto para sentir el dolor, una mano de San Juan toca la herida que hay en el costado, ya que es él, Juan, el único que nombra en su libro la existencia de la laceración con una lanza.
Por lo general en pintura son importantes los rostros. Pero en el caso de Caravaggio siempre destaca hacia dónde apuntan los brazos. Hacia el cielo en la Conversión de san Pablo en el camino de Damasco, hacia Leví en La vocación de San Mateo. Aquí, el brazo caído del Dios muerto y el sudario inmaculado tocan la piedra, el brazo se ha representado con gran realismo, con las venas dilatadas y la mano en la que se ven los estigmas. María de Cleofás, por su parte, gesticula mirando al Cielo y abre las manos, con lo que se agudiza la tensión. En cierto sentido, eso era el mensaje de Cristo: Dios viene a la tierra, y la humanidad se reconcilia con los cielos. Hay un fuerte claroscuro en esta obra, con la luz cayendo sobre rostros y manos mientras que el resto está dominado por la oscuridad.
La composición de Caravaggio encierra tres metáforas nada casuales:
- Posición contraída de la pierna derecha de Nicodemo, que manifiesta la fortaleza de la iglesia.
- La caída del brazo derecho del Cristro muerto y la mano que toca levemente el mármol que a su vez está pintado para que de la apariencia de que sobresale, indica que él es la piedra angular de la Iglesia. En un momento importante a tener en cuenta ya que hace sólo 50 años ha sido el Concilio de Trento y la Iglesia Protestante se extiende progresivamente por Europa.
- Expresión de María de Cleofás, que observa al cielo donde se encuentra Dios que todo lo sabe y lo ve, por lo que lo controla.